# Gerolamo Boccardo
Gerolamo Boccardo (Genova, 16 marzo 1829 – Roma, 20 marzo 1904) è stato un economista e politico italiano.
Fu senatore del regno d'Italia nella XIII legislatura.

## La vita
Terminati gli studi liceali, nel 1844 si iscrive alla Facoltà di legge dell'Università di Genova, ma gli impegni politici presto assunti gli fanno ritardare il momento della laurea, che otterrà solo il 2 luglio 1849. Nel 1847 è eletto presidente della Società Entellica di Chiavari, da poco spostata a Genova. In questo periodo lavora come giornalista presso il Corriere Mercantile di Genova, operando per favorire la trasformazione del quotidiano da giornale esclusivamente commerciale a giornale politico ed economico. Partecipa alla insurrezione di Milano del 1848 e si impegna nel Circolo nazionale sorto a Genova il 3 aprile 1848, cercando di evitare senza successo la scissione dei mazziniani.
Laureatosi in legge, intraprende l'avvocatura e al contempo si dedica agli studi economici. Nel 1850 ottiene un incarico presso il Collegio-Convitto Nazionale di Genova all'interno di un “corso speciale” di scienza commerciale. L'anno successivo è docente di storia e geografia presso la Scuola di Marina di Genova. Nel 1853, pubblica il Trattato di economia politica, in tre volumi. In questo stesso anno, Cavour lo invita ad assumere la carica di sottosegretario all'agricoltura, industria e commercio nel suo gabinetto, ma egli non accetta per rimanere a Genova. Nel 1858 effettua uno studio sull'imposta sulla rendita per conto della Commissione parlamentare sul disegno di legge per una tassa sugli emolumenti.
Il lavoro viene pubblicato con il titolo Relazione sull'applicabilità della tassa sul reddito alle classi commerciali industriali. Nel 1858, la Camera di Commercio di Genova lo nomina direttore centrale delle scuole tecniche serali per adulti e gli affida la cattedra di economia politica industriale. Dal 1859 al 1888 è consigliere comunale a Genova e nel 1860-1864 è assessore alla pubblica istruzione. Nel 1860, Terenzio Mamiani, ministro della Pubblica Istruzione del Regno d'Italia, gli propone il segretariato generale del ministero e la cattedra di giurisprudenza a Genova. Boccardo accetta solo quest'ultima. In effetti nel luglio 1860 è “dottore aggregato” alla Facoltà giuridica genovese, e nell'aprile 1861 è nominato ordinario di economia politica nella stessa Facoltà. Dal 1865 al 1888 è Preside dell'Istituto Tecnico Industriale-Professionale-Nautico di Genova
Diventa professore emerito nel 1871, quando accetta la cattedra di economia industriale e commerciale presso la Regia Scuola Superiore Navale. Presso l'Università di Genova (Facoltà di Giurisprudenza) tiene tuttavia ancora alcuni incarichi: nel 1871-1872 di economia politica, dal 1862-1863 al 1865-1866 di geografia e statistica anche nella Facoltà di lettere e filosofia, dal 1876-1877 al 1887-1888 di statistica, e dal 1877-1878 al 1887-1888 di scienza delle finanze e contabilità di Stato (dal 1885-1886 la denominazione diventa “scienza delle finanze e diritto finanziario”). Nel 1865 diviene preside dell'Istituto tecnico appena creato nella città di Genova. Viene nominato Senatore nel 1877, membro dell'Accademia Nazionale dei Lincei l'anno successivo, e consigliere di Stato nel 1888. Dirige la sesta edizione della Nuova Enciclopedia Italiana ovvero Dizionario di scienze, lettere, industrie (UTET, Torino 1875-88, 24 voll. più uno di indice e un atlante).
Muore il 20 marzo 1904, quattro giorni dopo aver compiuto 75 anni.

## Opere
- Trattato teorico-pratico di economia politica, 3 voll., Torino, Dalla Società editrice della Biblioteca dei comuni italiani, 1853; 2ª ed. riveduta e ampliata, 3 voll., Torino, S. Franco, 1859; altra ed. Napoli, Stab. Tip., 1860-1861; 3ª ed., 3 voll., Torino, S. Franco, 1863-1864; 4ª ed., 3 voll., Torino, A. Vecco, 1869; 5ª ed. torinese riveduta e notevolmente ampliata dall'autore, Torino, A. Vecco, 1872-1873; 6ª ed., 3 voll., Torino, Roux e Favale, 1879; 7ª ed. riveduta e considerevolmente ampliata dall'autore, 3 voll., Torino, Roux e Favale, 1885; 8ª ed., 3 voll., Torino, Roux e Favale, 1894.
- Dizionario della economia politica e del commercio così teorico come pratico utile non solo allo scienziato ed al pubblico amministratore, ma eziandio al commerciante, al banchiere, all'agricoltore ed al capitalista: opera originale italiana: contenente tutti gli articoli di economia, di diritto e pratica commerciale, di storia e biografia economia e mercantile, di terminologia agraria, industriale, bancaria, marittima e tecnologica, 4 voll., Torino, S. Franco e Figli, 1857-1861.
- Manuale di storia del commercio, delle industrie e dell'economia politica, ad uso delle scuole speciali secondarie, Torino, Tip. Scolastica di Sebastiano Franco e Figlie Comp., 1858.
- Feste, giuochi e spettacoli, Genova, Tip. del Regio Istituto Sordomuti, 1874.
- Dizionario universale di economia politica e di commercio, seconda edizione, notevolmente ampliata e migliorata dall'Autore, 2 voll., vol.1(A-I), vol.2(L-Z), Milano, Fratelli Treves, Editori, 1875.

Scrive anche "Prediche di un laico-Saggi" edito a Forlì nel 1872 da Febo Gherardi Editore